# Sciomyza varia
Sciomyza varia är en tvåvingeart som först beskrevs av Daniel William Coquillett 1904.  Sciomyza varia ingår i släktet Sciomyza och familjen kärrflugor. Inga underarter finns listade i Catalogue of Life.